# Euphausia superba
Vaak wordt met krill maar één bepaalde soort, Euphausia superba (het Antarctisch krill) bedoeld. Deze soort krill is een vertegenwoordiger uit zuidelijke zeeën van het grootste geslacht Euphausia (met meer dan 30 soorten), uit de familie Euphausiidae (met negen andere geslachten) en de orde Euphausiacea (met twee families).

De naam krill wordt gebruikt voor alle vertegenwoordigers uit de orde Euphausiacea.

## Leefwijze
Deze soort vormt grote zwermen, waarvan het totale gewicht de 2 miljoen ton kan overstijgen. Ze voeden zich met algen en zijn een belangrijke voedselbron voor walvissen, pinguïns en robben.

## Verspreiding en leefgebied
Antarctische krill, Euphausia superba leeft in de zuidelijke wateren rond Antarctica.